# 兼山湊

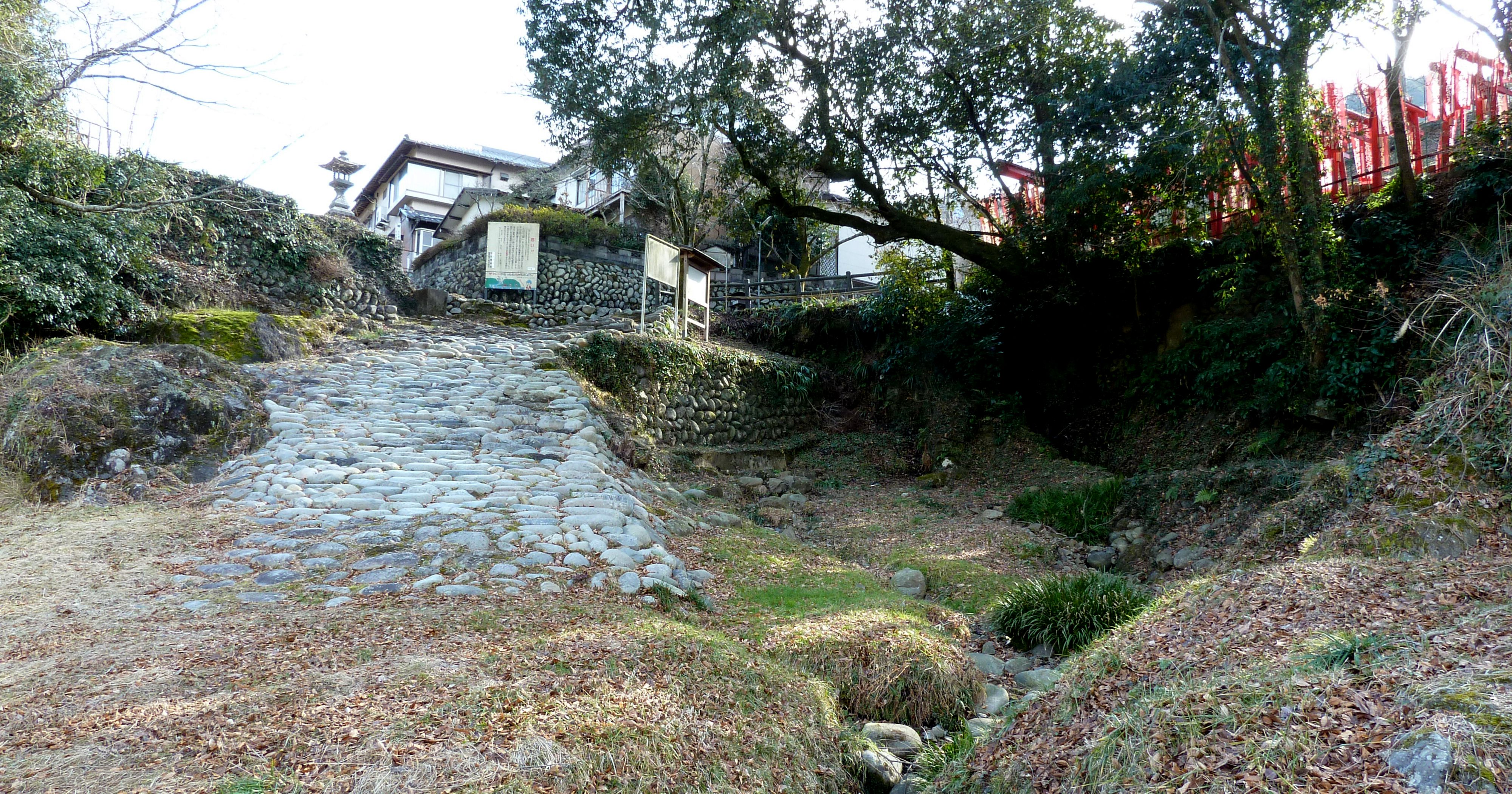
兼山湊の石畳

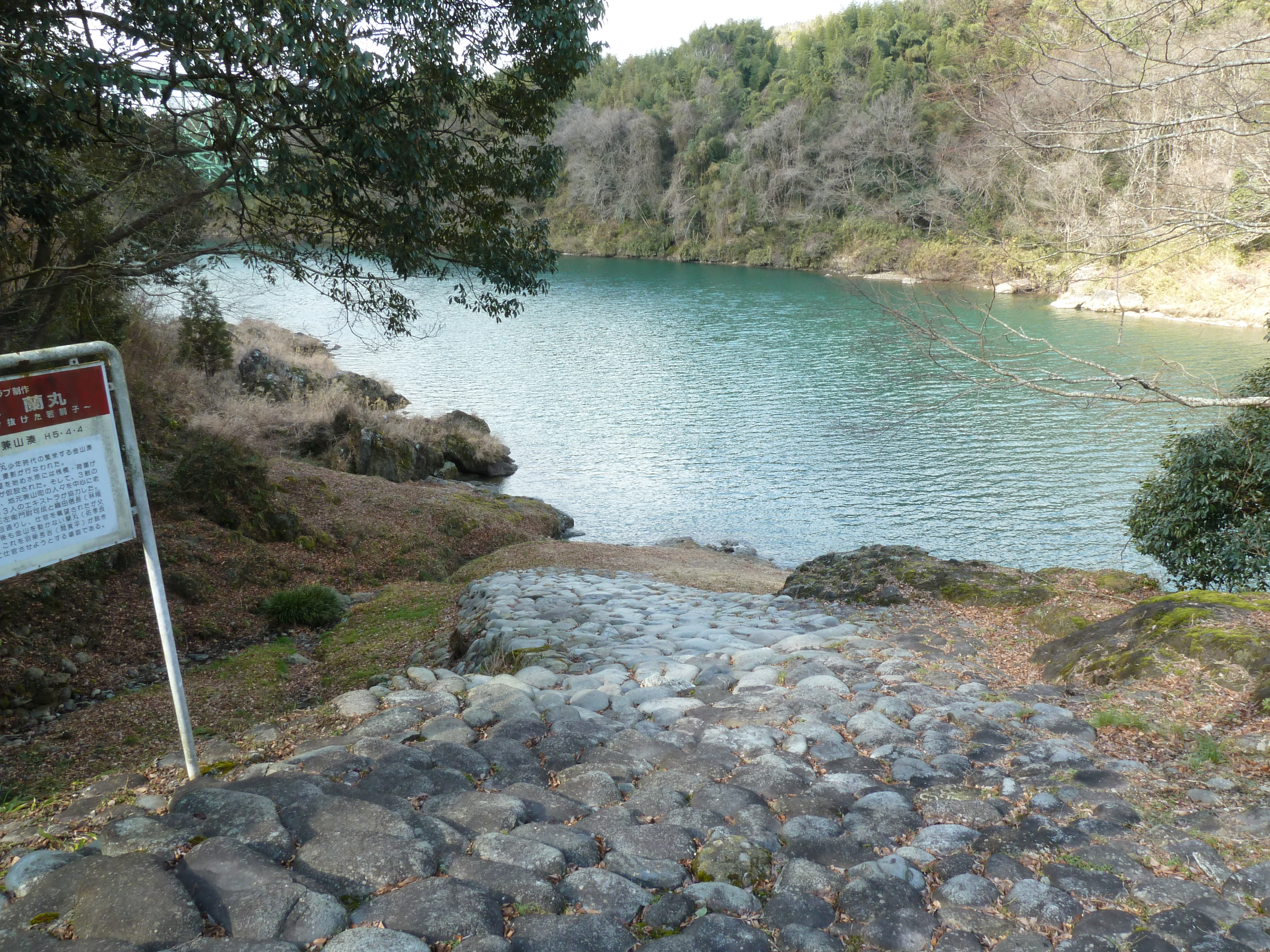
兼山湊の石畳

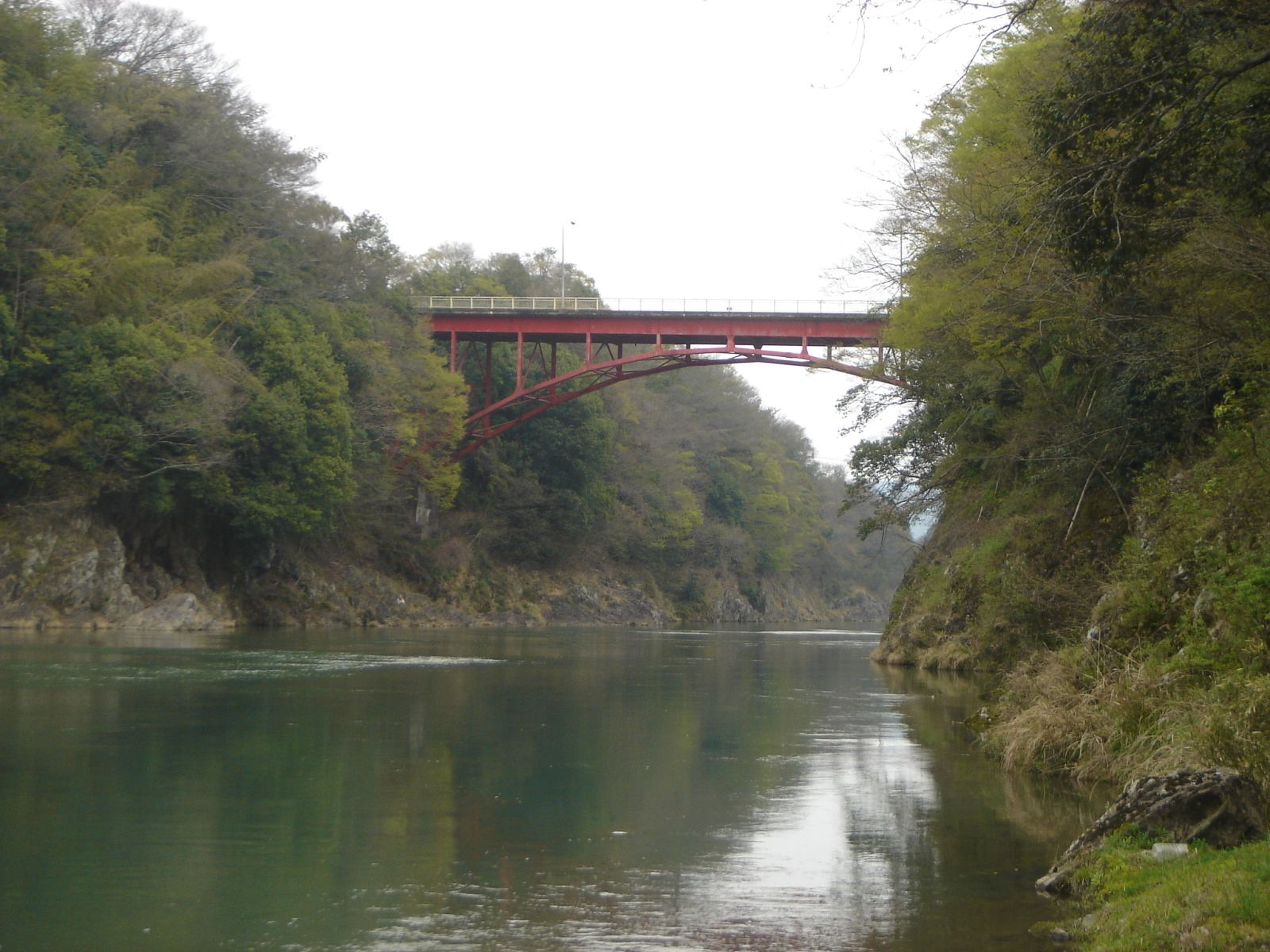
湊から上流の兼山瀞八丁を望む

兼山湊（かねやまみなと、かねやまこう）は、かつて岐阜県可児市（旧・兼山町）に存在した河港。

## 概要
木曽川の上流域に位置していた。湊跡は岐阜県指定史跡に指定されている。かつて湊には多くの川舟が往来し、室町時代には木曽川上流の始発湊であり、木曽川上流域の唯一の商用港であり、戦国時代には金山城主森氏の政治的、軍事的要衝ともなった。河運を利用し商圏を信濃や伊勢方面にまで広げ、兼山商人の名を轟かせた。兼山周辺は蚕糸業を主産業としており、またそこから発展した呉服産業なども。さらに山地の北側斜面に立地していた兼山の天然氷の製造に適しており、氷も卸していた。江戸時代に入っても木曽川の最終荷揚港として重要な役割を果たし兼山城周辺の町へ繁栄をもたらせた。
かつて兼山湊付近一帯は船で賑わい、町筋には宿屋や飯屋、馬宿などが軒を連ね船問屋の倉庫もいくつか建ち並んでいた。

## 歴史
室町時代末期（1530年頃）斉藤氏が領主の頃には既に河川交通運搬があったとされる。天文6年の斎藤正義の烏峰城築城に伴う物資搬入以降整備された。永禄11年（1568年）織田信長が京都へ上洛した際に多数の建築資材を木曽谷からこの湊まで運搬して船積したとの文献も残っている。
戦国時代に入ってから領主であった森氏は経済基盤を固めるため金山城を中心とした城下町造りを本格的に始め、天正5年（1577年）5月 森長可が魚屋町に塩海魚の専売権を許可したのを機に六斎市も許され、東濃地方の経済の中心地となった。またこの年、岡嶋家は森氏の領国七万石の塩の専売権を握った。
寛文5年（1665年）以来、尾張藩は木曽川を管理するため、錦織奉行所（現在の八百津町）を設置し木材運搬を兼山湊から拠点を移動させた。尾張藩御用達の木材や伊勢神宮遷宮御用達の木材も錦織奉行所からここを下った。
弘化元年（1844年）岩村藩主松平乗喬が年貢米を納めに江戸へ行く際にこの湊から荷船を出航させて桑名経由で江戸の蔵屋敷まで船送りした。
江戸時代末期になると交通便に恵まれていた下流域に存在した新村湊（中山道・伏見宿）や野市場湊（現在の可児市今渡）等の利用が増加していき、権益を巡りこれらの河港と激しい抗争を続けた。塩の専売権や市の賑わいも上流に存在した黒瀬湊や錦織湊（共に現在の八百津町）へと次第に移ったため兼山湊は徐々に衰退していった。大正時代から昭和時代初頭にかけてダム建設や鉄道、橋などの陸運整備により湊の賑わいは消えていった。
昭和14年（1939年）下流に今渡ダムが完成してからは急流だった流れが緩くなった。
昭和42年（1967年）11月13日湊跡が岐阜県指定史跡に指定された。
現在も天保7年（1836年）建立の常夜燈と川岸へ急勾配で続く石畳が現存している。湊の上流には断崖が続く景勝地のひとつである兼山瀞八丁が続いている。

## 作品

### 時代劇
- 森蘭丸〜戦国を駆け抜けた若獅子〜（1993年（平成5年）、テレビ東京、主演：佑季良一）
  - 森蘭丸の少年時代の頃の兼山湊を再現して撮影が行われた。

## 現地情報

### 所在地
- 岐阜県可児市（旧・兼山町）兼山

### 交通アクセス

#### 鉄道
- 名古屋鉄道（名鉄）
  - 広見線 明智駅より北へ徒歩で約1時間。
  - 広見線 顔戸駅より北へ徒歩で約1時間。
- 東海旅客鉄道（JR東海）
  - 高山本線 古井駅より東へ徒歩で約1時間。

#### 自動車
- 中央自動車道 土岐ICから車で約30分。
- 東海環状自動車道 可児御嵩ICから車で約10分。
- 県道381号線『下渡橋南交差点』より西へ約200m右側に入口。